# Jiguaní
Jiguaní est une ville et une municipalité de Cuba dans la province de Granma.

## Géographie

### Situation
Jiguaní se trouve dans le sud-est de l'île de Cuba, à la pointe est de la province de Granma et au pied du versant nord de la Sierra Maestra. Par la route elle se trouve à 764 km au sud-est de La Havane, 25 km à l'est de sa capitale de province Bayamo, et 103 km au nord-ouest de Santiago de Cuba, la principale ville du sud de l'île.

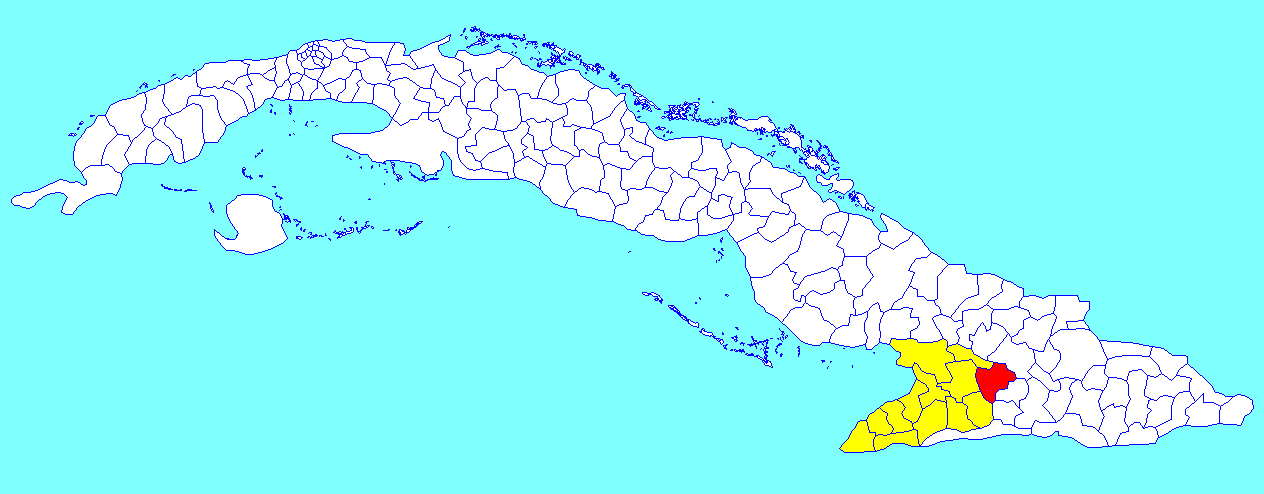
Municipalité de Jiguaní dans la province de Granma

### Municipalités voisines

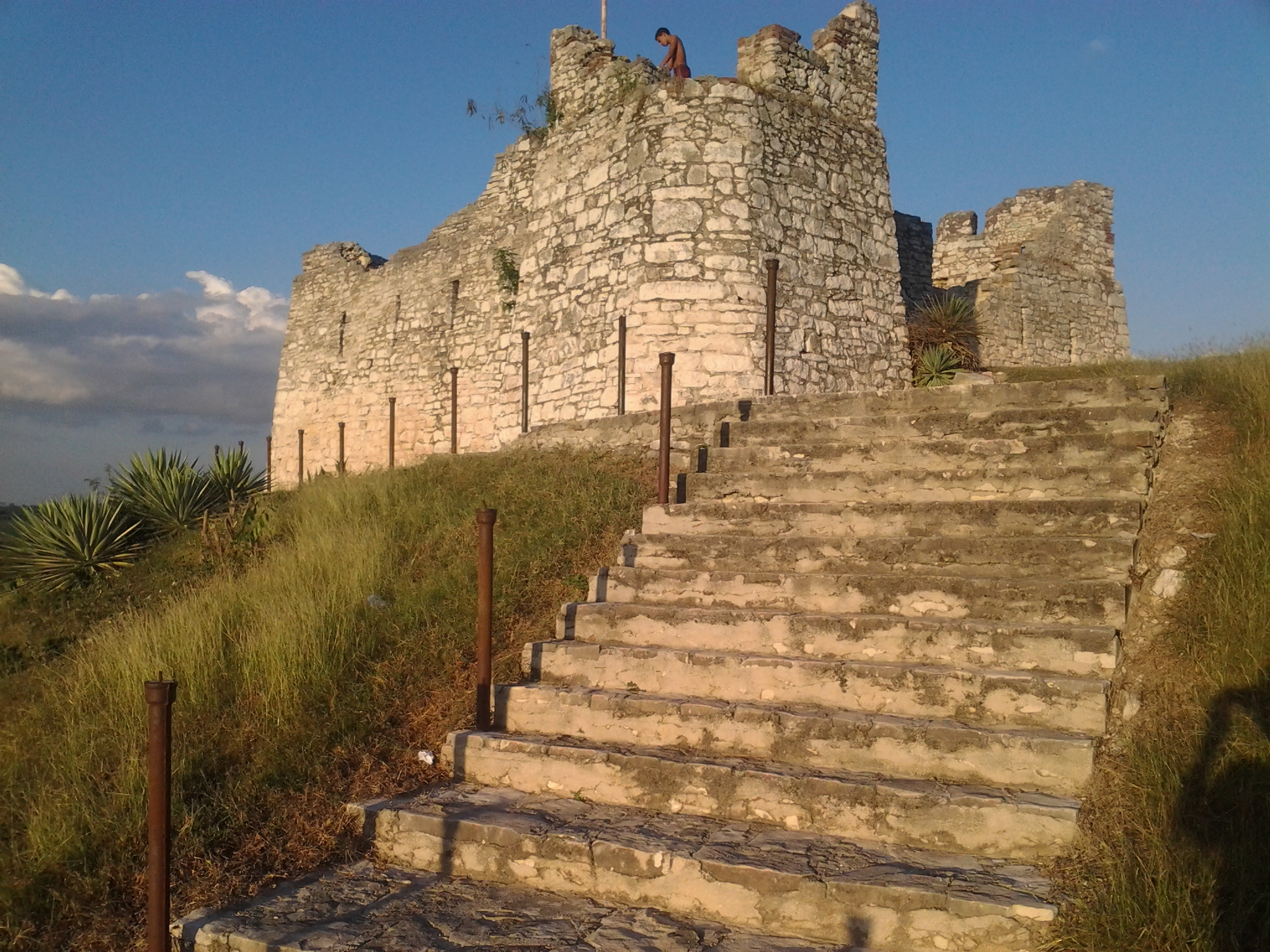
Le fort de Jiguaní

### Divisions administratives
Jiguaní a 9 consejos populares :
- Jiguaní Sur
- Jiguaní Norte
- Las Palmas
- Las Minas de Charco Redondo
- Las delicias
- Palmarito
- Santa Rita
- Cautillo
- La Rinconada

## Population
En 2022 la population de la municipalité est estimée à 58 982 habitants. Pour une surface de 629,9 km2, la densité est de 93,64 habitants/km².

## Histoire
Jiguaní compte de nombreux sites d'occupation pré-colombienne.
Un village de Jiguaní est constitué à la fin du XVIIe siècle par Miguel Rodriguez, propriétaire du Corral de Jiguaní Arriba, qui décide de concentrer les descendants d'aborigènes dispersés sur le territoire de la juridiction de Bayamp dans ce lieu entre la rivière Contramaestre et la rivière Cautillo. Le village a le statut juridique de "Village des "(Pueblo de Indios), qui permet d'éviter d'être dépossédés de leurs terres par l'oligarchie de Bayamo.

## Personnalités nées à Jiguaní
- Juan Rossell, joueur de beach-volley, né en 1968
- Walter Benítez, joueur et entraîneur de football, né en 1972